# Permian Basin

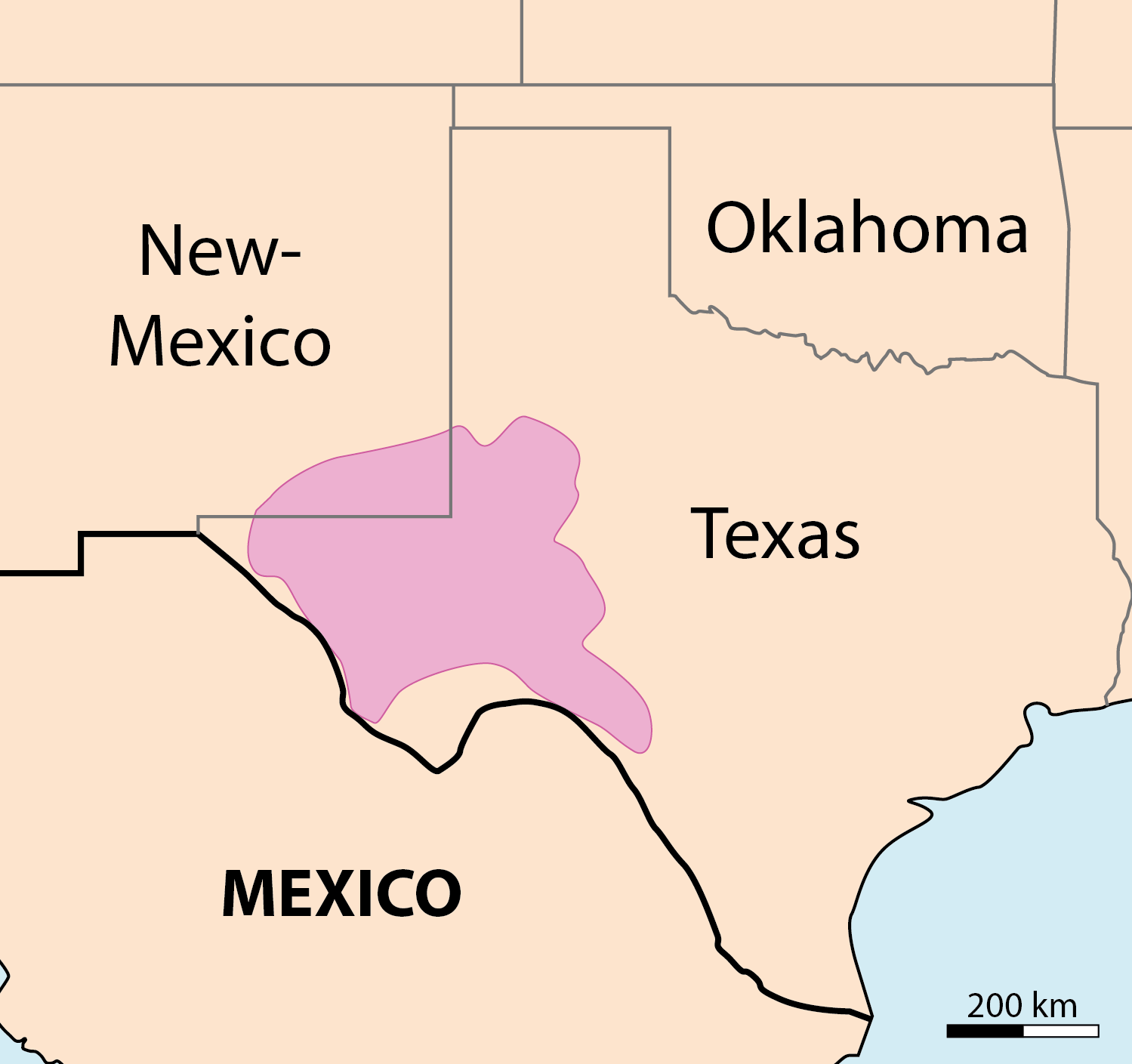
Permian Basin

Das Permian Basin (englisch für Permisches Becken) ist ein großes Sedimentbecken im Südwesten der Vereinigten Staaten. Auf einer Fläche von 220.000 km² erstreckt sie sich über 55 Counties in Texas und New Mexico und hat eine Breite von etwa 400 km und eine Länge von etwa 480 km. Das Permian-Becken besteht aus drei Teilen: dem östlichen Midland-Becken, der Central Basin Platform und dem westlichen Delaware-Becken.

## Geographie
Die Landschaft innerhalb des Permian Basin ist überwiegend trocken und staubig. Das Becken ist überwiegend dünn besiedelt und wird wirtschaftlich von der Öl- und Gasförderung dominiert. Die beiden wichtigsten Städte der Region sind Midland und Odessa, wo sich große Ölunternehmen angesiedelt haben. 
Eine große wirtschaftliche Bedeutung hat die Region durch ihre reichen Rohstoffvorkommen, neben Erdöl und Erdgas auch Kalium und Schwefel. Bergwerke zum Kalisalz-Abbau befinden sich in New Mexico in den Counties Lea und Eddy. Halit (Steinsalz) wird als Nebenprodukt des Bergbaus gewonnen. Aufgrund der hohen Sonneneinstrahlung ist das Gebiet auch für Sonnenenergie geeignet, welche einen Aufschwung erfahren hat.

## Paläogeologie
Das Permische Becken gehört aufgrund seiner Rohstoffvorkommen zu den am besten erforschten geologischen Regionen der Welt. Es bildet die dichteste Ablagerung von Gesteinen aus dem Permzeitalter auf der Erde, die sich während der Kollision von Nordamerika mit Gondwana (Südamerika und Afrika) zwischen dem späten Mississippium und dem Perm rasch ablagerten. Das Sedimentbecken umfasst auch Gesteinsformationen, die auf das Ordovizium vor 445 Millionen Jahren zurückgehen.
Die Permian Basin ist nach der geologischen Periode des Perm benannt, der letzten Periode des Paläozoikums, da es einige der weltweit dichtesten Ablagerungen von Gesteinen aus dieser Periode enthält. Die Ursprünge des Beckens gehen jedoch auf präkambrische tektonische Ereignisse zurück, die vor etwa 1,3 Milliarden bis 850 Millionen Jahren stattfanden. Während des frühen Paläozoikums war das Becken von einem flachen Meeresarm bedeckt. Im späten Paläozoikum kam es zu einer stärkeren strukturellen Verformung, wodurch die Permian Basin ihren heutigen Charakter erhielt. 

## Öl- & Gasförderung
Die Ölvorkommen in der Permian Basin wurden erstmals 1920 in Mitchell County entdeckt. Kommerzielle Bohrung begannen ein Jahr später. In der Folgezeit stieg die Region zu einer der wichtigsten ölproduzierenden Regionen der USA auf und war für knapp ein Fünftel der landesweiten Produktion verantwortlich. Während man davon ausging, dass die Förderung Anfang der 1970er Jahre ihren Höhepunkt erreicht hatte, haben neue Technologien zur Ölförderung, wie z. B. Hydraulic Fracturing und Horizontalbohrungen, die Produktion nach 2010 drastisch erhöhen können. Schätzungen der Energy Information Administration gehen Stand 2019 davon aus, dass die nachgewiesenen Reserven im Permian Basin noch 12 Milliarden Barrel Öl (ca. 1,8 Mrd. toe) und etwa 50 Billionen Kubikfuß Erdgas (ca. 1400 Mrd. Kubikmeter) enthalten. Durch den Frackingboom lag der Anteil der Permian Basin an der US-Ölproduktion 2023 bei 46 Prozent, gegenüber 18,6 Prozent im Jahr 2013. Zusätzlich entfällt auch ein Fünftel der Erdgasförderung auf die Region. Niedrige Weltmarktpreise für Öl und Gas stellen allerdings die Wirtschaftlichkeit dieser relativ teuren Technologien in Frage.